# Морено, Джованни
Джованни Андрес Морено Кардона (исп. Giovanni Andrés Moreno Cardona; 1 июля 1986, Сеговия, Колумбия) — колумбийский футболист, атакующий полузащитник клуба «Атлетико Насьональ» и сборной Колумбии.

## Клубная карьера
Морено — воспитанник клуба «Энвигадо». В 2006 году он дебютировал за команду в колумбийской примере B. Спустя год Джованни дважды стал лучшим бомбардиром дивизиона и помог клубу выйти в элиту. В 2008 году он дебютировал за команду в Кубке Мустанга. Летом того же года Морено перешёл в «Атлетико Насьональ». Сумма трансфера составила 2,5 млн евро. 27 июля в поединке против «Онсе Кальдас» Джованни забил свой первый гол за новую команду. 14 декабря 2009 года в матче против «Депортес Толима» он сделал «хет-трик». 19 апреля 2010 года в поединке против «Реал Картахена» Морено вновь сделал хет-трик.
Летом того же года Джованни перешёл в аргентинский «Расинг». Сумма трансфера составила 4,3 млн евро. 14 августа в матче против «Бока Хуниорс» он дебютировал в аргентинской Примере. 18 сентября в поединке против «Лануса» Морено забил свой первый гол за «Расинг».
Летом 2012 года Джованни перешёл в китайский «Шанхай Гринлэнд Шеньхуа». Сумма трансфера составила 6 млн евро. 1 июля в матче против «Циндао Чжуннэн» он дебютировал в китайской Суперлиге. 28 июля в поединке против «Гуанчжоу Эвергранд Таобао» Морено забил свой первый гол за «Шанхай Гринленд Шеньхуа».

## Международная карьера
1 октября 2009 года в товарищеском матче против сборной Мексики Морено дебютировал за сборной Колумбии. В этом же поединке Джованни забил свой первый гол за национальную команду.

### Голы за сборную Колумбии
| #   | Дата             | Место                                 | Противник | Счёт | Результат | Соревнование                      |
| --- | ---------------- | ------------------------------------- | --------- | ---- | --------- | --------------------------------- |
| 01. | 30 сентября 2009 | Коттон Боул, Даллас, США              | Мексика   | 0:1  | 1:2       | Товарищеский матч                 |
| 02. | 10 октября 2009  | Атанасио Хирардот, Медельин, Колумбия | Чили      | 2:2  | 2:4       | Чемпионата мира 2010 квалификация |
| 03. | 27 мая 2010      | Соккер Сити, Йоханнесбург, ЮАР        | ЮАР       | 1:1  | 2:1       | Товарищеский матч                 |

## Достижения
Командные
- Вице-чемпион Аргентины (1): Апертура 2011
- Обладатель Кубка Китайской футбольной ассоциации (2): 2017, 2019
- Финалист Кубка Китайской футбольной ассоциации (1): 2015

Личные
- Лучший бомбардир колумбийской Примеры B (2): Апертура 2007 (11 голов), Финалисасьон 2007 (19 голов)